# Stone Sour
Stone Sour foi uma banda de rock e hard rock de Des Moines, Iowa. Desde 2006, o grupo era formado por Corey Taylor (vocais e piano), Josh Rand, (guitarra) e Roy Mayorga (bateria). O baterista original Joel Ekman deixou a banda em 2006. Foi formada em 1992, durando até 1997 quando Taylor e Root entraram no Slipknot, porém o grupo se reuniu em 2002. A origem do nome é estranha, pois eles nunca gostaram do nome. Já tentaram outros nomes ("Super Ego", "Losers" e "Worse than LP"), mas de acordo com Josh, é um nome engraçado, e acabou pegando no gosto, querendo ou não.
Até hoje, a banda lançou seis álbuns de estúdio – Stone Sour (2002), Come What(ever) May (2006).Audio Secrecy (2010), House of Gold & Bones - Part 1 (2012)  House of Gold & Bones - Part 2 (2013), Hydrograd (2017) – e dois EPs – Meanwhile In Burbank...  e Straight Outta Burbank...  (2015).

## História
A Banda Stone Sour foi originalmente formada por Joel Ekman e Corey Taylor em 1992. Conheceram-se através de um amigo dos dois na época, conhecido como Danny, que apresentou Corey e seu vocal, assim tomando a decisão de formar uma banda. Josh entrou como guitarrista, não dando muito certo. Logo depois, Shawn entrou como guitarrista, mas Joel viu o seu talento quando o viu a tocar baixo, trocando de instrumento.
Esta época foi marcada pelas várias mudanças entre seus membros. Até 1994, passaram mais de 10 guitarristas. Neste mesmo ano, Shawn tocava numa banda com James Root, e convidou-o para ver um ensaio do seu projeto paralelo. Ele não quis muito, já tinha ouvido algum material da banda no ano anterior, mas acabou por ir. Entretanto, entrou na banda, deixando o "Atomic Opera" de Des Moines.
Em 1997, Corey saiu da banda para participar num projeto paralelo (Slipknot), e foi então que os outros se "dissiparam" em outras bandas. Em 1998, James também entrou para o Slipknot. Mas eles nunca "declararam falência" da banda, voltando em 2002, gravando seu primeiro álbum, chamado Stone Sour (Self-Titled - Auto Intitulado).
Em 2005 o baterista Joel deixa a banda, porque seu filho de acordo com exames médicos tem uma doença no cérebro, dando seu lugar para Roy Mayorga, ex Soulfly. No ano de 2011, participaram do festival de música "Rock In Rio" tocando no segundo dia de apresentações no palco principal. Nessa apresentação em especial, o baterista Roy Mayorga foi substituído pelo então ex-baterista do Dream Theater, Mike Portnoy, por ocasião do nascimento de sua filha.

### Stone Sour(2002–2003)
O Stone Sour foi fundado por Corey Taylor, que se tornou o vocalista do Slipknot, e o ex-baterista Joel Ekman, e um velho amigo de Corey chamado Shawn Economaki juntou-se pouco depois, como baixista. A banda havia tocado em clubes e bares com guitarristas diferentes. Durante esses anos de formação, o Stone Sour gravou 2 fitas demo em 1992 e 1994. Pouco depois, em 1995, James Root, que atualmente também faz parte do Slipknot com Taylor, ingressou na banda. O grupo estava completo, e em 1996, gravaram outra fita demo, músicas que em 2002 seriam usadas no seu primeiro álbum, Stone Sour.
Em 1997 a banda entrou em hiato, durante o qual Taylor e Root passaram a maior parte de seu tempo com Slipknot, que eram outra banda em formação em Des Moines e logo ganharam um contrato de gravação. Root entrou na banda pouco mais de 1 ano depois de Corey, e Economaki passou a se tornar técnico de guitarras. Ekman ficou em Des Moines e começou uma família.

### Come What(ever) May(2005–2007)
A banda voltou em 2006 para lançar seu segundo álbum de estúdio, Come What(ever) May. Joel Ekman deixou a banda para cuidar de seu filho, com câncer, e mais tarde recrutado o atual baterista, Roy Mayorga (Soulfly, e mais tarde Amebix). A faixa "30/30-150" foi gravado com o baterista Shannon Larkin. O álbum foi lançado em 1 de agosto de 2006. Ele foi recebido com críticas positivas, e vendeu 80.000 cópias na primeira semana, permitindo que ele entrem na 4ª posição do Billboard 200. A banda entrou em turnê por ano e meio, liberando o álbum Live in Moscow exclusivamente para o iTunes no 14 de agosto de 2007. Corey Taylor e James Root retornaram ao Slipknot para gravar seu quarto álbum de estúdio, All Hope Is Gone. Mayorga foi tocar em alguns shows do Black President. Enquanto na estrada com o Slipknot, Taylor e Root escrevem o álbum seguinte do Stone Sour.
O single Sillyworld, chegou a 2ª posição nas paradas do Mainstream Rock. Through Glass provou ser um sucesso atingindo a 1ª posição do Mainstream Rock, a 2ª posição do Modern Rock Tracks, a 12ª posição do Hot Adult Top 40 e a 39ª posição no Billboard Hot 100, todos em 2006. Eles lançaram mais 2 singles em 2007, Made of Scars e Zzyzx Rd.. Em 2006 foram nomeados para o Grammy de Best Peformance Hard Rock/Metal pela música 30/30-150.

### Audio Secrecy(2009 - 2011)
Corey Taylor falou para Rock Sound Magazine sobre o futuro do Stone Sour. "Nosso novo material soa muito melódico, mas muito escuro, é a maneira mais escura do que os dois primeiros álbuns e de forma mais coesas."
Audio Secrecy,foi gravado nos estúdios Blackbird, em Nashville, Tennessee, com o produtor Nick Raskulinecz, que era o produtor do segundo álbum da banda e lançado em 7 de Setembro de 2010.
Após o fechamento da Roadrunner Records ocorreu a saída de Economaki que não foi por vontade própria e sim, por demissão por parte da banda, segundo ele. Todo o boato começou com a ausência do baixista nas recentes imagens da gravação do novo álbum da banda, o que gerou desconfianças nos fãs sobre se Shawn ainda continuaria na banda, mas o boato em breve seria confirmado pelo próprio baixista.
O proprietário do Stone Sour México perguntou à Shawn, via facebook se o baixista estava gravando com o resto da banda, e ele respondeu: "Não, eu fui demitido da banda em Julho do ano passado."

### House of Gold and Bones(2012 - presente)
O Stone Sour já começou a gravar seu novo álbum. Corey diz que o álbum será um pouco parecido com Pink Floyd. Em 27 de março de 2012 a banda lançou a música chamada "The Pessimist" com o download gratuito em sua página no Facebook. A canção antes estava disponível apenas nas iTunes na versão de luxo de Transformers: Dark of the Moon – The Album.
Em 3 de maio de 2012, James Root postou via Instagram que Shawn Economaki não estava mais com a banda, mas ainda é um grande amigo dos antigos companheiros de banda. Seu substituto estúdio é Rachel Bolan do Skid Row.
Em 12 de junho de 2012, Corey Taylor falou em seu Twitter que o novo álbum da banda ira se chamar House of Gold and Bones e que seria lançado oficialmente no dia 22 de Outubro de 2012.
O primeiro single do álbum foi Gone Sovereign/Absolute Zero, lançado em 13 de agosto de 2012. Um Videoclipe foi lançado para a música Gone Sovereign.
Em 2 de janeiro de 2013, Corey Taylor disse em seu Twitter que o próximo álbum House of Gold & Bones - Part 2 será lançado em 9 de abril de 2013.
Em 26 de janeiro de 2013, Roy Mayorga foi entrevistado para um site americano TheRockRevival falou do próximo álbum House of Gold & Bones - Part 2.
O primeiro single do álbum House of Gold and Bones - part 2 foi "Do Me A Favor", lançado em 12 de fevereiro de 2013. E o videoclipe foi lançado em 27 de março de 2013.
No dia 18 de maio de 2014, James Root, através da sua conta no Instagram afirmou que não faz parte da banda e que não ficou contente com esta decisão, o que leva a crer que ele foi demitido.

## Integrantes

### Formação atual
- Corey Taylor – vocal, piano, teclados e guitarra base (1992–1997, 2002–presente)
- Josh Rand – guitarra base/solo (2002–presente)
- Roy Mayorga – bateria e percussão (2006–presente)
- Johny Chow – baixo (2012-presente)
- Christian Martucci - solo/guitarra base (2014-presente)

### Ex-membros
- Joel Ekman – bateria e percussão (1992–1997, 2002–2006)
- Shawn Economaki –  baixo (1994–1997, 2001–2011), solo/guitarra base (1993)
- James Root – guitarra base/solo e vocal de apoio (1995–1997, 2001–2014)

### Membros de turnê
- Jason Christopher – baixo (2011)
- Rachel Bolan – baixo (2012)
- R.J. Ronquillo - guitarra (2018)

## Discografia
Álbuns de estúdio
- Stone Sour (2002)
- Come What(ever) May (2006)
- Audio Secrecy (2010)
- House of Gold & Bones - Part 1 (2012)
- House of Gold & Bones - Part 2 (2013)
- Hydrograd (2017)

EPs
- Meanwhile in Burbank... (2015)
- Straight Outta Burbank... (2015)

Álbuns Ao Vivo
- Live in Moscow (2007)
- Hello, You Bastards: Live in Reno (2019)